# Hidróxido de berílio
O hidróxido de berílio, Be(OH)2, é um hidróxido anfotérico, dissolvendo-se em ácidos e álcalis. Industrialmente, é produzido como subproduto na extração do metal berílio dos minérios berilo e bertrandita. O hidróxido de berílio puro natural é raro (na forma do mineral behoite, ortorrômbico) ou muito raro (clinobehoite, monoclínico). Quando o álcali é adicionado a soluções de sais de berílio, a forma α (um gel) é formada. Se for deixado em repouso ou fervido, a forma β rômbica precipita. Este tem a mesma estrutura do hidróxido de zinco, Zn(OH)2, com centros tetraédricos de berílio.

## Reações
O hidróxido de berílio é difícil de dissolver em água. Com álcalis, ele se dissolve para formar o ânion tetraidroxiberilato (tabbém conhecido como tetraidróxidoberilato), [Be(OH)4]2−. Com solução de hidróxido de sódio:
2NaOH(aq) + Be(OH)2(s) → Na2[Be(OH)4](aq)
Com ácidos, sais de berílio são formados. Por exemplo, com ácido sulfúrico, H2SO4, o sulfato de berílio é formado:
Be(OH)2 + H2SO4 → BeSO4 + 2H2O
O hidróxido de berílio desidrata a 400 °C para formar o pó branco solúvel, óxido de berílio:
Be(OH)2 → BeO + H2O
O aquecimento adicional a uma temperatura mais alta produz BeO insolúvel em ácido.